# Krążowniki liniowe projektu B-65
Okręty projektu B-65 były typem krążownika klasy super A pozostającymi w planach Cesarskiej Marynarki Wojennej przed i w czasie II wojny światowej. W planach operacyjnych sztabu floty krążowniki te miały odgrywać kluczową rolę w nocnej części strategii „decydującej bitwy”, według której Japonia w czasie wojny chciała toczyć walkę z zespołami US Navy.
Po 1939 roku plany były wystarczająco zaawansowane, by przeprowadzić testy głównego uzbrojenia i zabezpieczenia części podwodnej kadłubów. Pomimo tego, że okręty zostały zatwierdzone do budowy w ramach programu uzupełnienia floty w 1942 roku, zmiana priorytetów stoczniowych z okrętów liniowych na lotniskowce i mniejsze jednostki, a następnie japońska przegrana w wojnie spowodowała, że okręty nie zostały zbudowane.

## Przeznaczenie okrętów
Doświadczenia japońskiej floty z wojny rosyjsko-japońskiej (1904–1905), a szczególnie bitwy cuszimskiej silnie wpłynęły na stworzenie przez marynarkę doktryny „decydującej bitwy”, która kierunkowała rozwój i rozlokowanie japońskiej floty liniowej w czasie II wojny światowej. Pomysł „decydującej bitwy” stanowił podstawę głównej strategii japońskiej na pokonanie marynarek mocarstw zachodnich, takich jak Wielka Brytania i Stany Zjednoczone. Strategia składała się z czterech głównych komponentów: decydującego starcia sił nawodnych mającego się rozstrzygnąć za pomocą ciężkich dział, taktyki przeciw liczebnie przeważającemu wrogowi, poleganie na jakości, a nie ilości uzbrojenia oraz nacisk na nocne ataki torpedowe.
Po podpisaniu traktatu waszyngtońskiego w 1922 roku i londyńskiego w roku 1930, z których każdy ograniczał siły japońskiej floty w porównaniu do flot mocarstw zachodnich (w tym szczególnie US Navy), strategia „decydującej bitwy” zyskiwała na popularności w marynarce. W 1936 roku Cesarska Marynarka sformowała Nocne Siły Bojowe ((jap.) Yasen Butai). Jak zakładano, siły te miały zaatakować hipotetycznego wroga, zwykle utożsamianego przez Japończyków z amerykańską Flotą Pacyfiku. Ta część sił japońskich miała atakować w nocy zewnętrzny krąg eskorty składający się z krążowników i niszczycieli. Po zniszczeniu zewnętrznej eskorty, japońskie krążowniki i niszczyciele miały przeprowadzić ataki torpedowe na wrogie pancerniki. To, co pozostałoby z wrogiej floty po tych atakach, miało zostać zniszczone przez japońskie pancerniki atakujące w szyku liniowym następnego dnia.
Marynarka chciała przydzielić jeden dywizjon szybkich pancerników lub krążowników liniowych do nocnych ataków, by wzmocnić ich siłę ognia. Początkowo przydzielono do tej roli krążowniki liniowe typu Kongo, które zostały przebudowane na szybkie pancerniki w czasie siedmioletniego okresu 1933–1940. Japończycy planowali zastąpienie czterech okrętów typu Kongo czterema ciężkimi „superkrążownikami”. Według wstępnej wizji projektu z 1936 roku te okręty, krążowniki projektu B-65, miały mieć działa kal. 12 cali (305 mm), posiadać pancerz zabezpieczający przed pociskami 8-calowymi (203 mm) i móc rozwinąć prędkość maksymalną do 40 węzłów. Miały one otrzymać oznaczenie krążowników klasy super A, by podkreślić ich wyższy status niż okrętów klasy A (ciężkich krążowników).
Plany krążowników zostały ukończone jako część japońskiego Programu Kręgu Piątego i Szóstego z 7 stycznia 1941 roku. Plan zakładał zbudowanie sześciu okrętów projektu B-65 w dwóch seriach. Pierwsze dwa okręty miały być zbudowane w Kręgu Piątym, pozostała czwórka – w Kręgu Szóstym. Do tego czasu japoński wywiad poznał specyfikację amerykańskich wielkich krążowników typu Alaska, które zostały zatwierdzone do budowy w ramach Two-Ocean Navy Act i zamówione 5 września 1940 roku. Japończycy sądzili, że te okręty będą wchodziły w skład osłony głównego szyku amerykańskich pancerników w czasie wojny. Z tego powodu projekt B-65 musiał zakładać od tego momentu także zagrożenie ze strony okrętów typu Alaska.

## Projekt
Prace nad jednostkami typu B-65 rozpoczęto w 1939 roku. Wstępne plany nowego typu zostały ukończone we wrześniu 1940 roku. Były one wystarczająco zaawansowane, by można było w latach 1940–1941 przetestować zabezpieczenie kadłuba przed torpedami i pociskami nurkującymi (takimi, które spadły nie bezpośrednio na okręt, ale wbiły się w wodę w pobliżu okrętu i uderzały w podwodną część kadłuba); także główne uzbrojenie jednostek zostało przetestowane. 

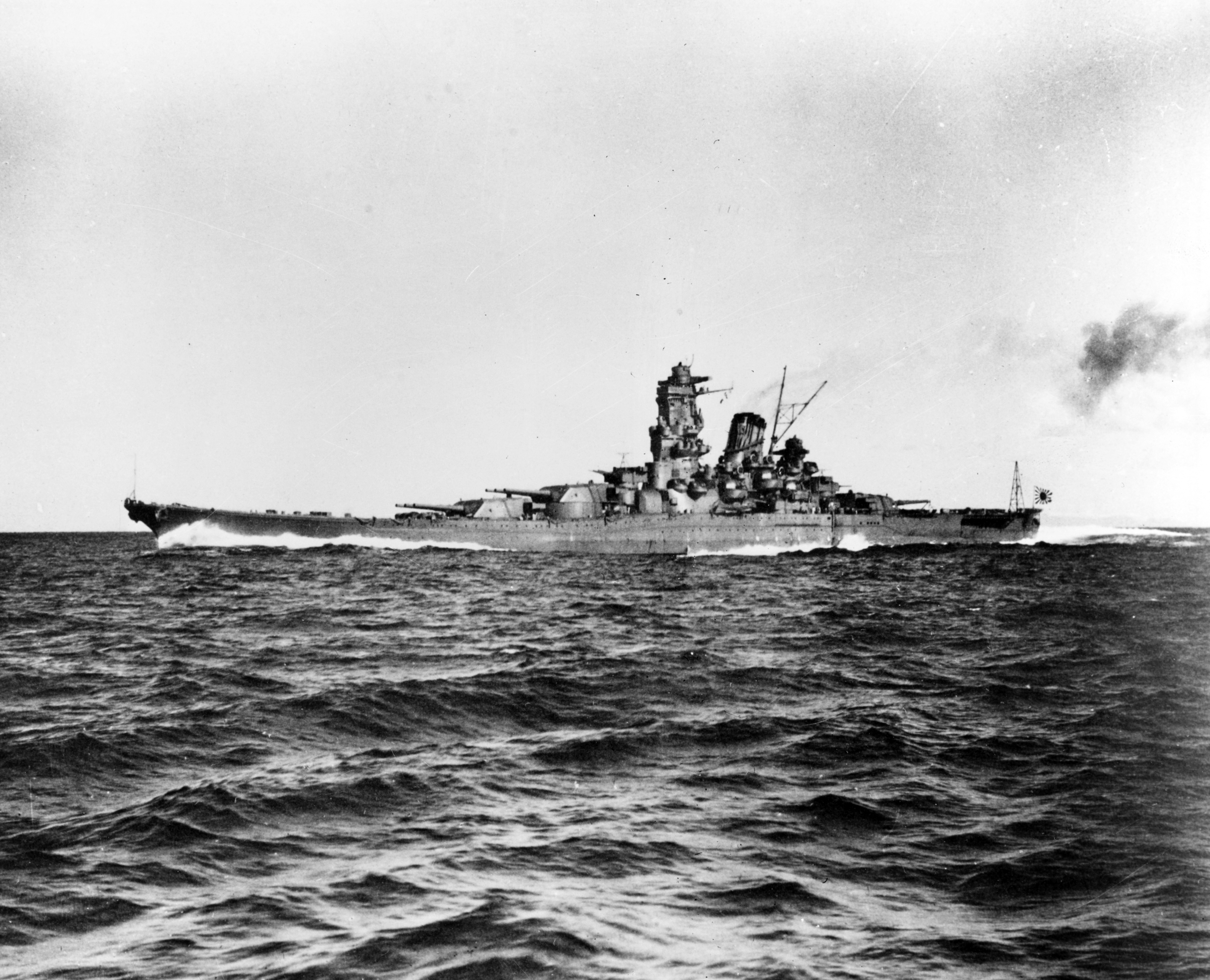
Pancernik „Yamato” w 1941 r. Gdyby zostały ukończone, okręty projektu B-65 byłyby bardzo podobne do tej jednostki.

Plany te zakładały, że nowe okręty będą mocno przypominać pancerniki typu Yamato, z tym samym kliprowym dziobem, gładkopokładowym kształtem i ogólnie podobną nadbudówką, ale o mniejszych rozmiarach. Dziewięć dział kal. 310 mm L/50 w trzech trzydziałowych wieżach, szesnaście dział uniwersalnych kal. 100 mm L/65 na dwudziałowych podstawach po bokach nadbudówki, dwanaście bliźniaczych dział przeciwlotniczych kal. 25 mm, cztery karabiny maszynowe kal. 13 mm oraz osiem wyrzutni torpedowych kal. 610 mm miało stanowić uzbrojenie krążowników. Wieża artylerii głównej miała ważyć około 1000 długich ton, z czego 350 długich ton miał ważyć pancerz. Brak jednak planów, jak miał być on rozłożony.
Krążowniki miały mieć pas pancerny grubości 190 mm pochylony pod kątem 20° oraz pokład pancerny o grubości 125 mm. Cztery zestawy turbin parowych miały generować około 42 500 shp każdy, co dawałoby łącznie moc około 167 674 shp. Miało to wystarczyć do rozpędzenia okrętów do 34 węzłów, co było wartością wyższą od fundamentalnych założeń projektowych mówiących o 33 węzłach.
Próbując zwalczyć zagrożenie ze strony dział kal. 305 mm krążowników typu Alaska, zaproponowano zmianę artylerii głównej na sześć dział kal. 356 mm oraz pogrubienie pancerza, tak by zabezpieczał także przed pociskami większych kalibrów. Jednak wzrost wyporności (do prawie 40000 długich ton) oraz spadek innych parametrów spowodował, że nie wprowadzono proponowanych zmian.

## Plany budowy i ich porzucenie
Gdy w 1941 roku wybuchła wojna ze Stanami Zjednoczonymi, dowództwo cesarskiej marynarki doszło do wniosku, że bardziej potrzebuje nowych lotniskowców i jednostek pomocniczych. Fakt ten oraz pragnienie zakończenia budowy jednostek należących do wcześniejszych Programów Kręgu Trzeciego i Czwartego opóźniło rozpoczęcie prac nad jednostkami projektu B-65 w ramach Programu Kręgu Piątego.
Po japońskiej porażce w bitwie pod Midway w czerwcu 1942 roku Plan Kręgu Piątego został znacząco zmodyfikowany, a plan Kręgu Szóstego został zawieszony bezterminowo. Nowe plany nadal zakładały budowę dwóch jednostek projektu B-65, którym nadano numery budowy 795 i 796 z projektowaną datą wejścia do służby odpowiednio 1945 i 1946 roku. Jednak strategiczne potrzeby trwającej wojny opóźniły te plany. W końcu plany okrętów projektu B-65 nie zostały ukończone i nigdy nie podpisano kontraktu na budowę.